# Louis-Désiré Legrand
Louis-Désiré Legrand, né le 30 mars 1842 à Valenciennes (Nord) et mort le 15 décembre 1910 à  Thumeries (Nord), est un diplomate et homme politique français.

## Biographie
Louis Legrand est sous-préfet et conseiller municipal de Valenciennes, député du Nord de 1876 à 1882 et vice-président du Conseil général du Nord. En mai 1877, il est l'un des signataires du manifeste des 363. 
Legrand est ministre plénipotentiaire de 1re classe à La Haye de 1882 à 1895, il est nommé conseiller d'État, puis en 1897, il est attaché à la section de législation de la justice et des affaires étrangères.
Legrand est correspondant de l'Institut, section de morale de l'Académie des sciences morales et politiques.
Il possède l'ancien château de Bellincamps, avant sa reconstruction après la Première Guerre mondiale, situé dans le prolongement de la rue de l'Olizier à Thumeries.

## Œuvres (présentes dans Gallica)
. L'idée de Patrie, Paris, librairie Hachette, 1897.
. La révolution française en Hollande, la République batave, Paris, librairie Hachette, 1894.
. Les conditions de travail dans les Pays-Bas, Paris, Berger-Levrault, 1890.
. Aux électeurs de l'arrondissement de Valenciennes, Valenciennes, Louis Henry imprimeur, 1877.
. Carpeaux, discours prononcé sur la tombe le 29 novembre 1875, Valenciennes, G. Giard libraire-éditeur, 1875.
. G.G. Leibnitii de nova methodo discendæ docendæque jurisprudentiæ, Valenciennes, J. Giard libraire-éditeur, 1865.
. Sénac de Meilhan et l'intendance du Hainaut & du Cambrésis sous Louis XVI, Valenciennes, J. Giard libraire-éditeur, 1868.

## Décorations
- Officier de la Légion d'honneur par décret du 30 décembre 1886[4]